# Albernoa e Trindade
Albernoa e Trindade est une paroisse civile portugaise (en portugais : freguesia) de la municipalité de Beja dans le district du même nom en Alentejo. Elle est créée en 2013, par fusion des paroisses d'Albernoa et Trindade.

## Géographie
Albernoa e Trindade est située au sud-ouest de Beja, dans le Bas Alentejo. Elle est limitrophe des municipalités d'Aljustrel (ouest), Castro Verde (sud-ouest) et Mértola (sud-est).
Du point de vue routier, Albernoa e Trindade est desservie par l'Itinéraire principal 2.
Une partie importante de son territoire est incluse dans la zone de protection spéciale de Castro Verde.

## Histoire
La paroisse est créée par la loi no 11-A/2013 du 28 janvier 2013 portant réorganisation administrative du territoire des freguesias, en fusionnant les paroisses d'Albernoa et Trindade. Son nom officiel est União das Freguesias de Albernoa e Trindade et son siège est fixé à Albernoa.

## Démographie
Lors du recensement de 2021, Albernoa e Trindade compte 889 habitants.